# 憲法號巡防艦
憲法號巡防艦（英語：USS Constitution，舷號IX-21）是美國海軍創立時建造的首批軍艦之一，也是目前美國海軍艦齡最長的現役軍艦。她是根據美國戰爭部長蒂莫西·皮克林草擬的命名指引命名，紀念美國憲法。
憲法號在1794年動工建造，並在1797年下水服役，隨即參與美法準戰爭和第一次巴巴里戰爭，保護遭受私掠的美國商船。1812年戰爭初期，憲法號立下顯赫戰功，先後在三場海戰單獨擊毀或俘獲四艘英國皇家海軍軍艦，且沒有受到嚴重傷害。這為憲法號贏得「老鐵殼」（Old Ironsides）的稱號。
1812年戰爭結束後，憲法號曾經派駐地中海和太平洋地區，並且在1843年進行環球航行。隨著風帆戰艦逐漸落伍，憲法號在1855年改裝為非戰鬥軍艦，直至1881年退役為止。由於憲法號艦體嚴重腐朽，維修費用高昂，海軍曾經考慮將憲法號用作靶艦擊沉，但消息曝光後引起美國公眾強烈反彈。經過數次公眾籌款和義賣，憲法號先在1907年改為博物館艦，再在1925年進入船塢全面翻修。1931年憲法號重新服役，並持續至今。
憲法號自1934年起就在波士頓對外開放。目前憲法號停泊於舊查爾斯頓海軍造船廠，也是「自由之路」的地標之一。憲法號本身仍由美國海軍管理，而附近的憲法號博物館（1976年開幕）則由私人機構營運。

## 設計與建造
憲法號的建造始於美國海軍創立。1783年，英國和美國簽署巴黎條約，結束美國獨立戰爭。由於美國各州反對設立常備軍隊，大陸議會將大陸海軍殘餘的艦艇全數出售。不過，美國商船因為失去英國海軍保護，開始遭到北非巴巴里海盜連年劫掠，使美國政府重新考慮成立海軍。
美國眾議院經過激烈爭辯，於1794年以46對44票通過成立美國海軍的法案。這項法案經修改後，最終成為1794年海軍法案，於3月10日在眾議院以50對39票通過，再於3月19日經美國參議院通過，最後在3月27日由喬治·華盛頓總統簽署生效。1794年海軍法案共有九項條款，其中第一項授權美國總統購買或建造四艘44門炮和兩艘36門炮風帆巡防艦，亦即憲法號的由來。至於第九項則訂明，如果美國和阿爾及爾攝政簽訂和約，總統必須立即停建海軍。
美國戰爭部長亨利·諾克斯在海軍法案通過前，已經與約書亞·漢弗萊斯為首的造船匠商討軍艦設計。考慮到美國將來可能與歐洲海軍交戰，漢弗萊斯重新設計了一種兼具防備、火力和速度的大型巡防艦。這種巡防艦以堅硬的美國原生橡木建造，火炮數量較歐洲的巡防艦多，速度又比歐洲的巡防艦和戰列艦快，相當於一種袖珍風帆戰列艦，在當時相當罕見。
憲法號在1794年11月1日於波士頓一所私人造船廠開始建造，造船廠的東主名為埃德蒙·海特（Edmund Hartt）。1796年11月4日，美國和阿爾及爾簽訂的黎波里條約，向阿爾及爾每年進貢換取和平，但六艘巡防艦仍未完工。經過辯論，國會同意繼續建造憲法號、美國號和星座號，至於國會號、總統號和切薩皮克號（當時仍稱D艦）則即時停工。1797年9月20日，憲法號舉行下水禮，但艦體卻卡在船塢通道。幾經波折，憲法號終於在10月21日成功下水，並在1798年3月27日獲國會批准艤裝服役，首任艦長為塞繆爾·聶高信。雖然憲法號被歸類為44門炮巡防艦，但建成時只裝備了28門24磅長管炮和10門12磅長管炮。到1812年戰爭爆發時，憲法號則裝備了55門火炮。

## 美法準戰爭
憲法號服役時，美國和法蘭西第一共和國因為英美簽署杰伊条约（1794年）和XYZ事件而陷入準戰爭狀態。法國艦隻在1798年夏季開始私掠前往英國的美國商船，而新成立的美國海軍部則派遣艦隻在東海岸往返巡邏。憲法號在1798年7月22日第一次出海執勤，卻在9月8日錯誤俘獲英國的尼日爾號私掠船（Niger，24門炮）。美國國會最終為此向英國賠償11,000美元。
1798年12月，海軍部決定巡航西印度群島。憲法號調派到約翰·巴里的分艦隊，到聖基茨島、巴巴多斯、多巴哥一帶海域巡邏。不過憲法號的戰績卻乏善可陳，龐大艦體也不適合在狹窄的淺水海灣追擊敵船。1799年1月憲法號截獲一艘被法國反抗號巡防艦俘虜、正由法國船員控制的英國商船。但聶高信並未查明商船狀態，就將其交還法國，引致海軍部不滿。後來憲法號發現並追擊反抗號，卻因為前斜桅杆受損無法全速行駛，令到反抗號成功逃脫。反抗號最終在2月9日被星座號俘虜。3月憲法號調回東海岸保護商船，並在5月返抵波士頓維修。
憲法號在1799年7月23日再次前往加勒比海，艦長改由西勒·塔爾博特擔任。此後憲法號主要在聖多明各附近活動。1800年5月11日，艾薩克·赫爾率領憲法號的陸戰隊突襲中立的聖斐利-銀港，俘虜隱匿當地的法國私掠船三明治號，並填塞海岸火炮。由於此舉違反戰爭法規，美國最終將三明治號歸還法國。7月24日憲法號隨同美國商船返國，在8月24日返抵波士頓。
憲法號在1799年12月再到加勒比海巡邏。這時拿破崙已經透過霧月政變奪取實權，開始和美國議和，兩國的海上紛爭也逐漸降溫。1800年9月美法達成和議，憲法號在1801年返回波士頓，於1802年7月2日編入預備役。

## 第一次巴巴里戰爭
1801年，美國和的黎波里卡拉曼里王朝因為貢金問題爆發衝突。新任總統湯瑪斯·傑佛遜拒絕優素福·卡拉曼里的貢金要求，並派海軍到地中海示威，而優素福則在5月10日向美國非正式宣戰，第一次巴巴里戰爭就此爆發。不過，憲法號要到1803年5月14日才接獲命令重新整裝，在8月重返現役，擔任愛德華·普雷貝爾的分艦隊旗艦。
普雷貝爾在1803年9月12日率領憲法號等抵達直布羅陀，並代表國會與摩洛哥阿拉維王朝蘇丹簽訂和約，解決摩洛哥扣留美國商船事件。接著普雷貝爾在10月開始封鎖的黎波里，但憲法號等軍艦吃水過深，無法射擊港內的淺水炮艇，封鎖很快陷入僵局。雙方只是在爭奪擱淺的費城號巡防艦引發兩次衝突。這段時間憲法號主要在地中海往返巡航，並且以西西里敘拉古為補給基地。1804年7月第二次的黎波里戰役後，憲法號開始炮轟的黎波里，但收效甚微。巴巴里戰爭最終要到1805年美軍派陸戰隊和傭兵進攻德爾納方告結束。
巴巴里戰爭結束後，憲法號仍然留在地中海巡航，令到士兵服役遠遠超出期限，幾乎引發嘩變。憲法號最終要到1807年8月才啟程返國，在10月返抵波士頓。接著三年，憲法號主要在近海執勤。1811年8月，憲法號運載特使喬爾·巴洛前往法國瑟堡，並曾短暫到訪倫敦，最後在1812年2月返抵美國。

## 1812年戰爭

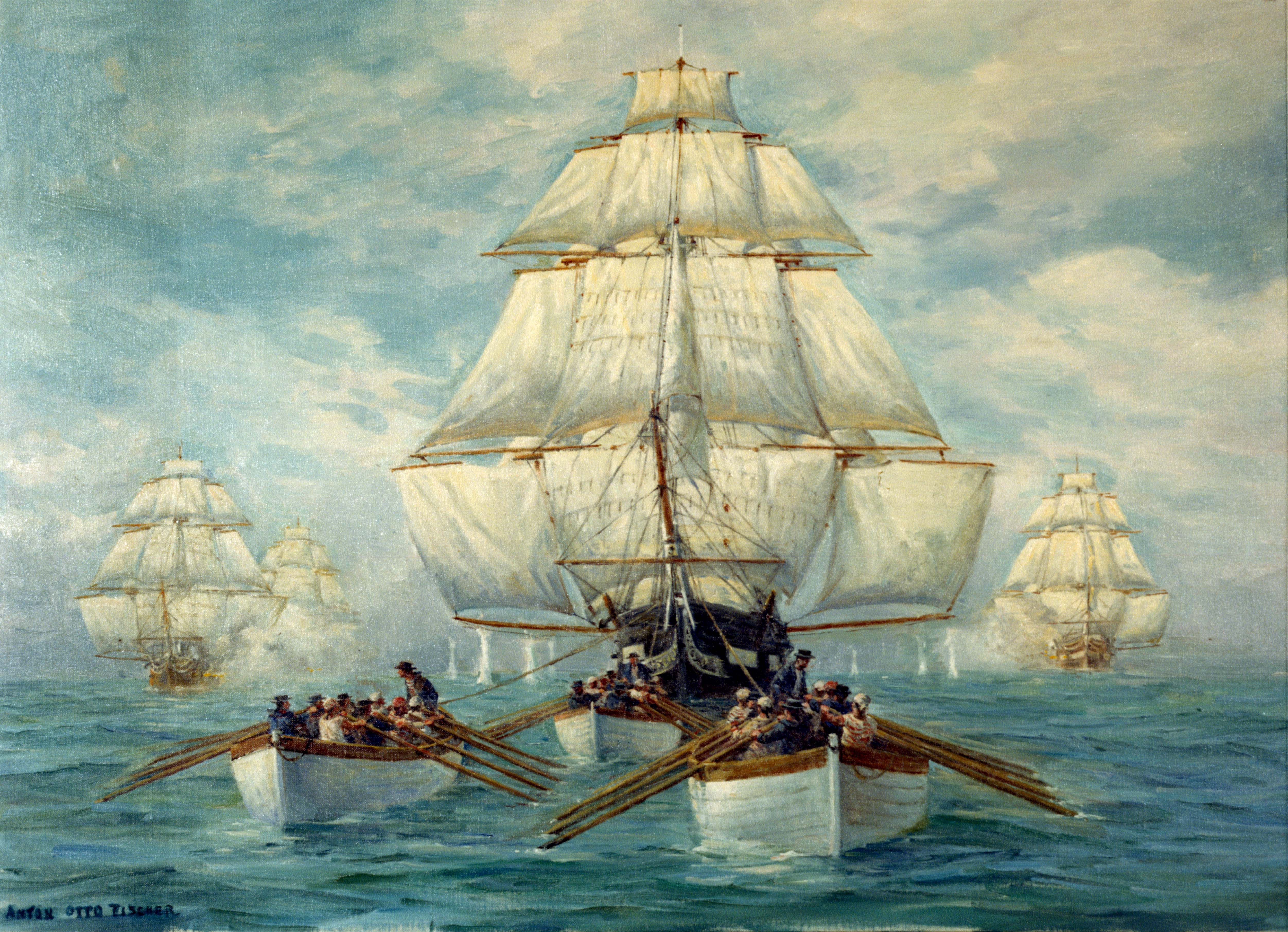
畫家描繪憲法號在1812年7月逃避英國軍艦追擊。

1806年，拿破崙向英國實施大陸封鎖，而英國則在1807年起發佈一系列樞密令，兩國互相禁運。這使到美國無法以中立國身份在歐洲順利貿易，美國主權受損的情緒逐漸升溫。由於英法兩國拒絕回應美國的外交和反禁運措施，到1811年，美國政界開始討論向英國發動戰爭。
在這背景下，憲法號在1812年初進入船廠維修備戰。6月18日，美國正式向英國宣戰，1812年戰爭爆發。憲法號隨即在21日離開華盛頓，前往紐約與約翰·羅傑斯的艦隊會合。不過羅傑斯的艦隊卻在牙買加海域分身不暇。7月17日，憲法號在新澤西州外海先後發現五艘英國軍艦。艦長艾薩克·赫爾一度誤以為對方是友軍艦艇，但決定保持距離觀察。翌日清晨，憲法號向靠近的戰士號巡防艦發出訊號不獲回應，才發現對方全為英國軍艦。日出後英軍開始全力追擊憲法號。由於海面風勢微弱，憲法號的水兵用盡方法增加航速，甚至一度以錨鏈充當纜索，派出划艇在前方拖行。雙方在公海上追逐近60小時，更曾經短暫交火。不過憲法號最終成功拉開距離，迫使英軍在20日放棄追擊。當時紐約已經被英軍封鎖，憲法號只好前往波士頓補給，並在8月2日再次出海。

### 憲法號對戰士號

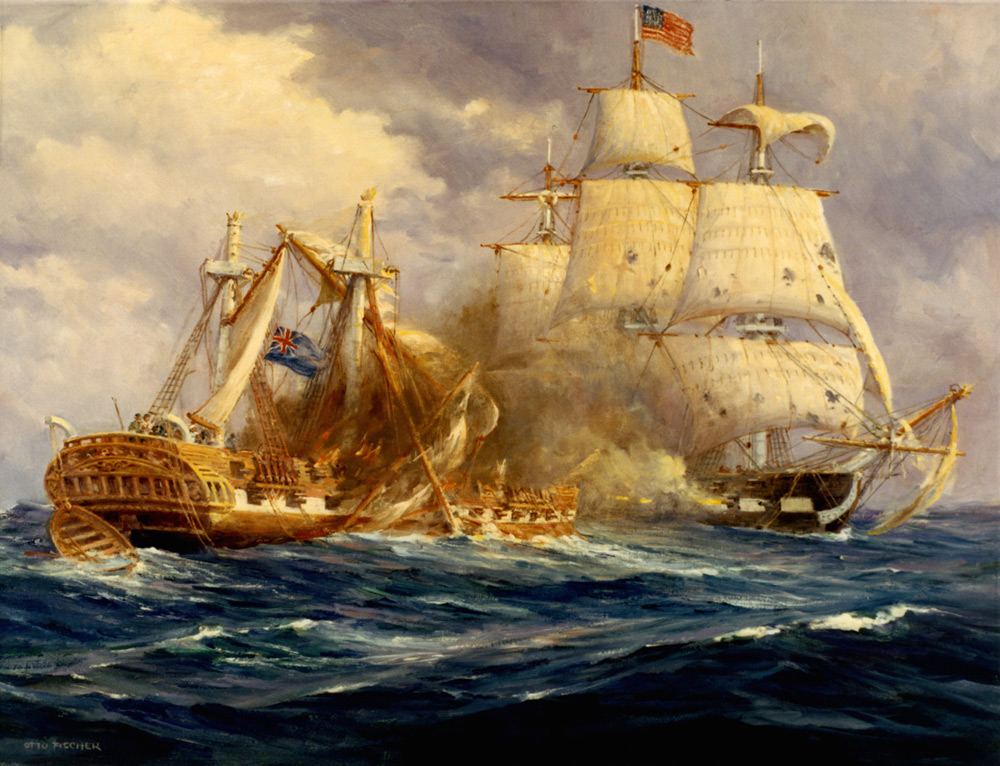
1812年8月，憲法號（右）和英國巡防艦戰士號（左）在海上交戰。戰士號最終被憲法號擊毀而投降。

8月15日和16日，憲法號在聖羅倫斯灣先後俘獲三艘商船，得悉英軍正有一艘巡防艦單獨向北航行。憲法號隨即前往截擊，並在19日下午2時再次遭遇戰士號。起初，戰士號和憲法號在海面蛇行，前者以左舷和右舷艦炮交替射擊，後者則進行迴避，並用艦艏炮還火。到5時左右，雙方轉向順風，赫爾立即把握航速優勢加速超前，在6時5分近距離向戰士號連續兩次右舷齊射，擊毀戰士號的後桅杆。失速的戰士號繼續與憲法號交火，終於在6時25分失控撞上憲法號，艦艏的斜桅杆纏上憲法號的後桅杆，艦體中軸完全暴露於憲法號的右舷炮火。不久戰士號的斜桅杆和主桅杆相繼倒塌，被迫向憲法號投降，最後遭到美軍焚毀。由於憲法號受損輕微，堅固的艦體更反彈了多枚炮彈，使到憲法號在水兵之間贏得「老鐵殼」（Old Ironsides）的稱號。

### 憲法號對爪哇號

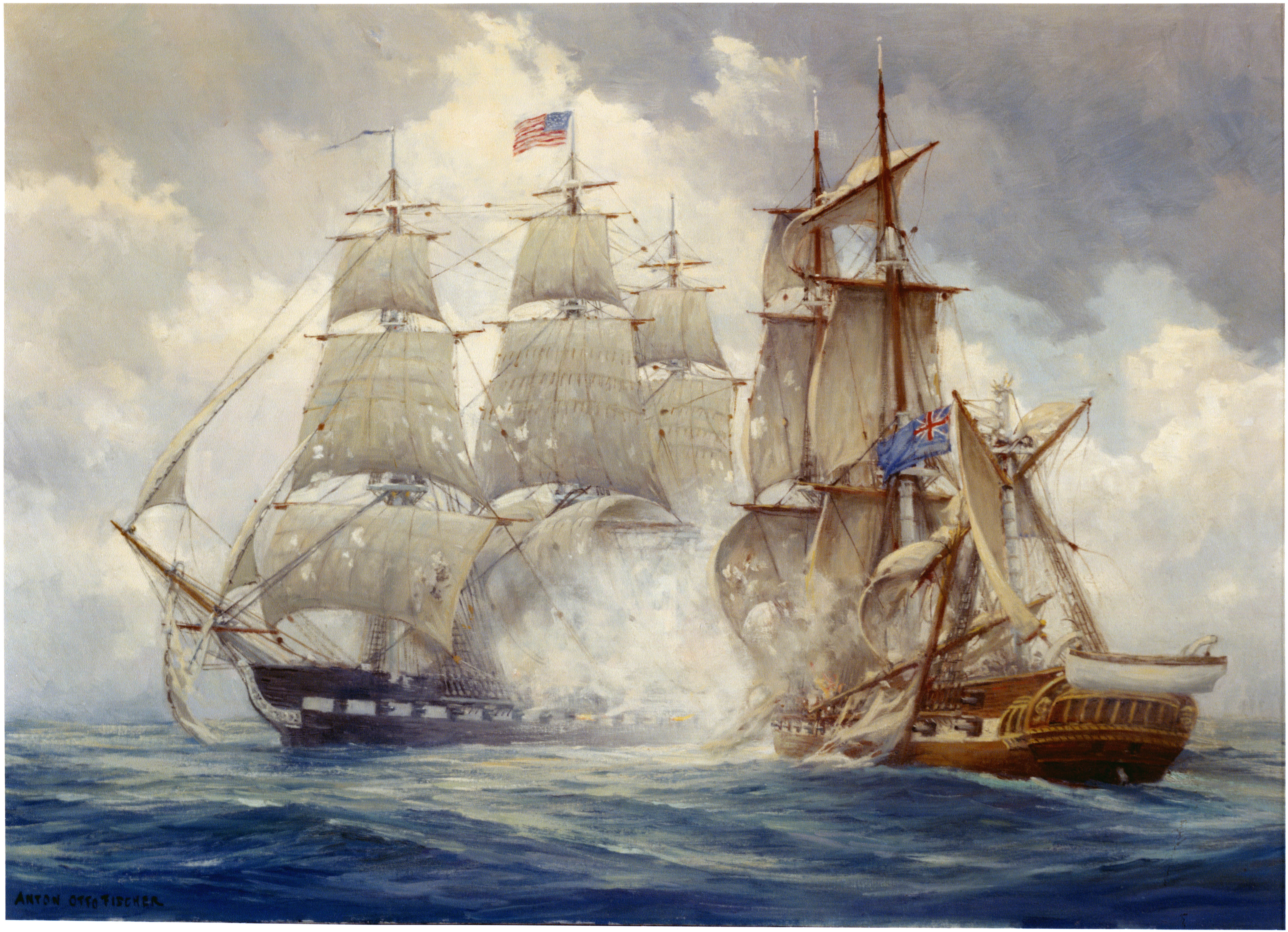
擊毀戰士號後不久，憲法號（左）在1812年12月又俘獲英國巡防艦爪哇號（右）。這是英國在1812年戰爭首半年失去的第三艘巡防艦，令到英國海軍部改變策略，禁止巡防艦與美軍單獨交戰。

憲法號在8月30日返抵波士頓，由威廉·班布里奇接任艦長。稍作維修後，憲法號在10月27日再次出海，與大黃蜂號前往南大西洋截擊商船。12月13日，大黃蜂號離隊封鎖巴西中立港薩爾瓦多，阻止英國的好公民號護衛艦離開，而憲法號則在29日早上於近海遭遇英國的爪哇號巡防艦。雖然憲法號的噸位和火力較大，但爪哇號卻佔有地利和風向優勢。為免被爪哇號迫到岸邊，憲法號花費不少時間與爪哇號保持距離，兩艦到下午2時才開始舷射。經過兩小時海戰，憲法號依次擊毀爪哇號的艦艏斜桅杆、前桅杆、主桅杆和後桅杆，重傷爪哇號的艦長；爪哇號則摧毀了憲法號的舵輪，並擊傷班布里奇。接著憲法號暫時脫離戰場搶修，再掉頭攻擊停駛的爪哇號，迫使英軍投降。由於爪哇號受損嚴重，班布里奇下令將其焚毀。接著憲法號前往薩爾瓦多假釋俘虜，最後在1813年2月28日返抵波士頓維修。
憲法號的戰績在當時引起頗大迴響。戰爭爆發前，英國政府和海軍部都低估了美國海軍，結果北美艦隊在僅僅半年就失去了三艘巡防艦（戰士號、爪哇號和馬其頓人號，後者被美國號俘虜），前海軍財務主管喬治·坎寧更批評海軍喪送了自己的不敗神話。作為回應，英國海軍部禁止巡防艦與美國「大型巡防艦」單獨交戰，把部分戰列艦改裝為重型巡防艦（Razee），又增派軍艦封鎖美國港口。對美國而言，當時美國在陸上戰場節節敗退，海軍的戰績在一定程度上成功激勵士氣。憲法號也因此在美國社會變得知名。

### 1814年至1815年的戰事

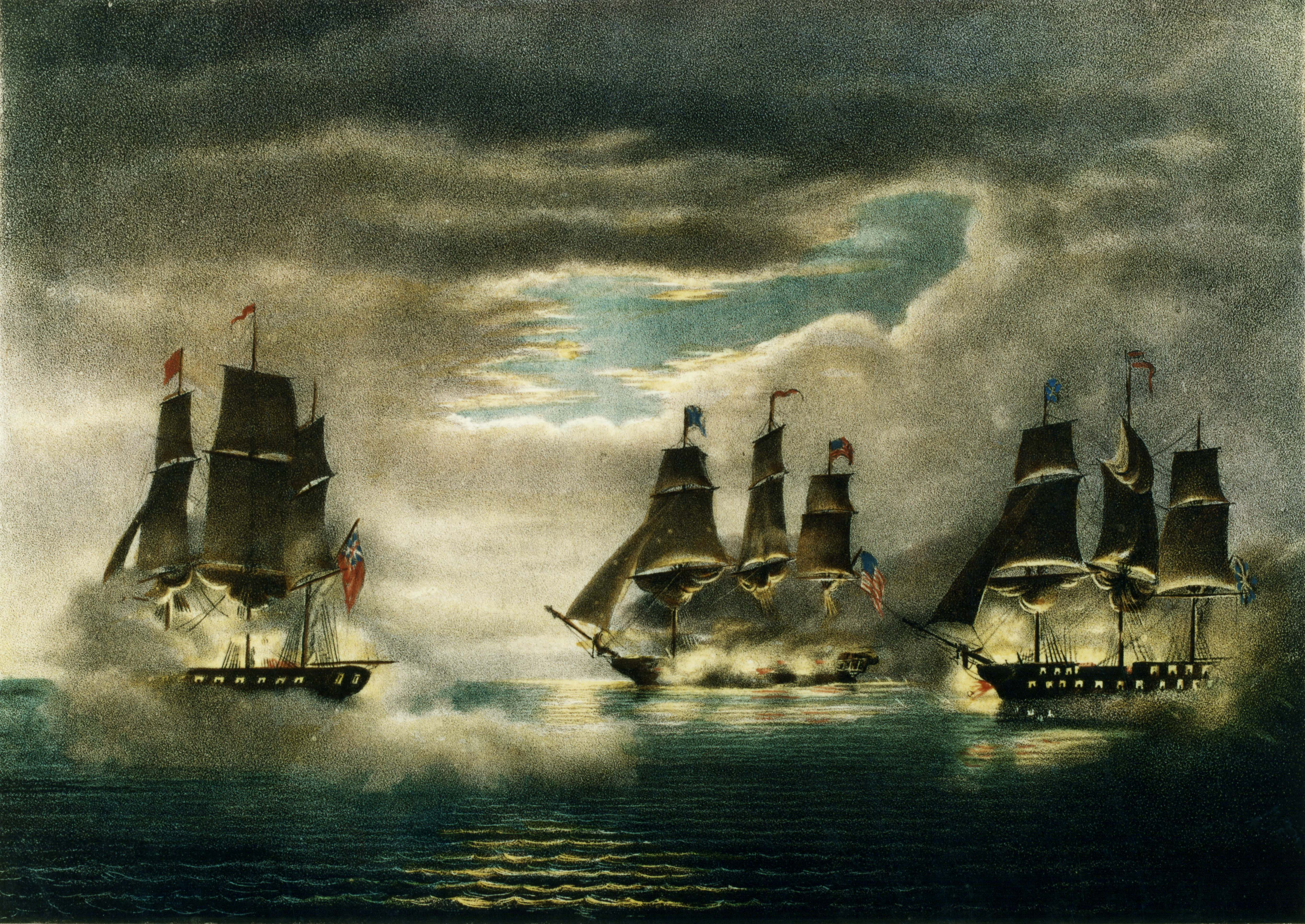
1815年2月20日，憲法號（中）遭遇英軍黎凡特號（左）和西亞涅號（右）兩艘巡防艦。雖然英軍有數量優勢，憲法號憑著較佳的操控和火力，最終俘虜兩艦。

由於英軍加強封鎖，美軍又調派水兵到尚普蘭湖戰線，憲法號在1813年幾乎沒有行動，一直留在波士頓維修待命。1813年12月31日，憲法號終於前往西印度群島執勤，但英軍巡防艦卻刻意避戰。這使到憲法號此行只擊沉了皮克圖號炮艦，並俘虜了數艘英國商船。1814年4月2日，憲法號在麻薩諸塞州近海遭到兩艘英國巡防艦追擊。幾經波折，憲法號成功逃入馬波黑港口，並在稍後潛回波士頓。1814年下半葉，憲法號和剛服役的獨立號風帆戰列艦被用作港口浮動炮台。
1814年12月18日，憲法號把握英軍艦隊漏洞，成功離開港口。隨後憲法號到百慕達和葡萄牙馬德拉海域一帶巡邏，俘獲數艘英國商船。1815年2月8日，憲法號從一艘漢堡商船得悉英美簽訂根特條約，但因為和約尚未生效而繼續作戰。2月20日下午，憲法號在馬德拉海域遭遇西亞涅號和黎凡特號兩艘英國巡防艦。英國軍艦希望為後方的商船拖延時間，待入黑後才和憲法號交戰。不過憲法號卻乘著順風由東北向西南高速接近，在5時左右開始用艦艏炮射擊。這迫使英軍提早排成綫列轉向西北，與憲法號爭奪上風。雙方在傍晚6時開始近距離交火。起初，英軍派黎凡特號在前方牽制，讓西亞涅號從後舷射憲法號。不過憲法號艦長查理斯·斯圖爾特及時察覺英軍意圖，在炮火煙霧掩護下轉向北方逆風倒行，反使西亞涅號正面暴露於憲法號的舷側炮火。當黎凡特號嘗試掉頭支援時，斯圖爾特下令憲法號恢復原本航向，向黎凡特號的艦艉舷射，迫使黎凡特號向西南撤退。遭到重創的西亞涅號在6時40分率先投降，而黎凡特號則在晚上10時向追上的憲法號投降。
海戰結束後，憲法號取道佛得角培亞，嘗試把西亞涅號和黎凡特號帶回美國，不過三艦卻在3月12日被喬治·科利爾的英軍艦隊發現。科利爾旗下的勒安得耳號和紐卡素號是針對美軍建造的重型巡防艦，另外還有阿卡司塔號跟隨作戰。由於實力懸殊，美軍三艘軍艦被迫各自逃亡。不過，科利爾因為海上大霧無法分辨美軍艦種，在戰事尾聲錯誤選擇追擊黎凡特號，憲法號因此僥倖逃脫。這次失誤令到科利爾在晚年飽受攻擊，最終在1824年自殺身亡。1815年4月，憲法號在波多黎各得悉根特條約生效，隨即啟程回國，並在5月15日返抵紐約。

## 地中海和太平洋巡航
憲法號返國後不久便進入波士頓船廠，進行長達六年維修，錯過了第二次巴巴里戰爭。當憲法號在1821年再次出勤時，其性能已逐漸落伍。1820年代，憲法號擔任美國地中海艦隊旗艦，多次巡航直布羅陀和敘拉古一帶海域，最後在1828年7月4日於波士頓封存。1830年，有消息指海軍打算拆解憲法號，引發公眾強烈反彈；詩人老奧利弗·溫德爾·霍姆斯為此創作的《老鐵殼》更在美國廣為傳閱。基於公眾壓力，海軍決定撥款予以修葺。1833年，憲法號進入查爾斯頓海軍造船廠全面翻新，更換包括龍骨在內的木材。
憲法號在1835年完成維修。在餘下的服役生涯，憲法號主要在地中海和南美洲海域巡航，執行各種外交任務（包括砲艦外交）。憲法號在1843年進入船廠翻修，並在1844年進行環球航行，先後到訪里約熱內盧、馬達加斯加、莫桑比克、津巴布韋、蘇門答臘、新加坡、峴港、廣州、馬尼拉、檀香山、馬薩特蘭，最後在1846年9月27日返抵波士頓。1847年至1849年，憲法號再次巡航地中海，並在1852年到1855年間於西非截擊奴隸船。

## 退出戰線
1855年6月14日，憲法號在樸次茅斯海軍造船廠首次退役，隨後改裝為美國海軍學院的訓練艦，在1860年8月1日重新服役。美國內戰在1861年爆發後，憲法號由安納波里斯拖到紐約，避免遭到南軍俘虜。稍後憲法號停泊在羅得島州紐波特充當訓練艦，直到內戰結束才返回安納波里斯。1871年，憲法號到費城進行翻修，因為各種延誤錯過了1876年美國立國一百周年慶典。1878年，憲法號代表美國運送貨品參與巴黎世界博覽會，卻在旅途上多次遇上故障。
1881年12月14日，憲法號在紐約再次退役，改裝為接待船。海軍在1897年9月21日將憲法號拖回波士頓，慶祝憲法號建造一百周年。當時公眾開始留意到憲法號艦體嚴重腐敗，若不全面維修，很可能要報廢棄置。麻省眾議員約翰·菲茨傑拉德在1896年向國會動議修葺憲法號，並在1900年獲得通過，但所需費用必須從民間募集，而起初的募款並不成功。1905年，海軍部長查爾斯·約瑟·波拿巴建議將憲法號用作靶艦擊沉。消息在波士頓報章刊登後，一名亞美尼亞裔移民商人摩西·古尼西恩（Moses H. Gulesian）為了保存憲法號，向海軍部提出用10,000美元收購憲法號。這個提案雖然被海軍部拒絕，但古尼西恩卻成功把拯救憲法號的議題帶到全國媒體，引發強烈迴響。受到輿論壓力，國會在1906年同意撥款100,000美元復修憲法號，並改裝為博物館艦。由於經費不足，海軍只翻新了艦體水線以上部位，拆除訓練艦和接待艦時期建造的房間，並重建三支船桅桿。海軍亦仿照艾薩克·赫爾艦長留下的模型，嘗試恢復憲法號1812年時的外貌。

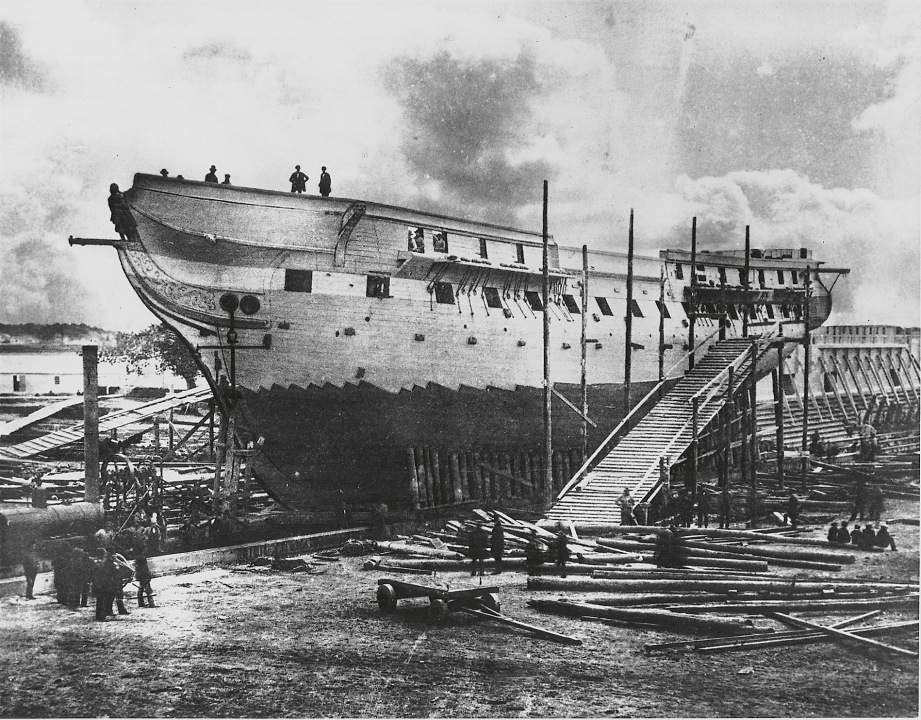
1858年，憲法號正在改裝為美國海軍學院的訓練艦。
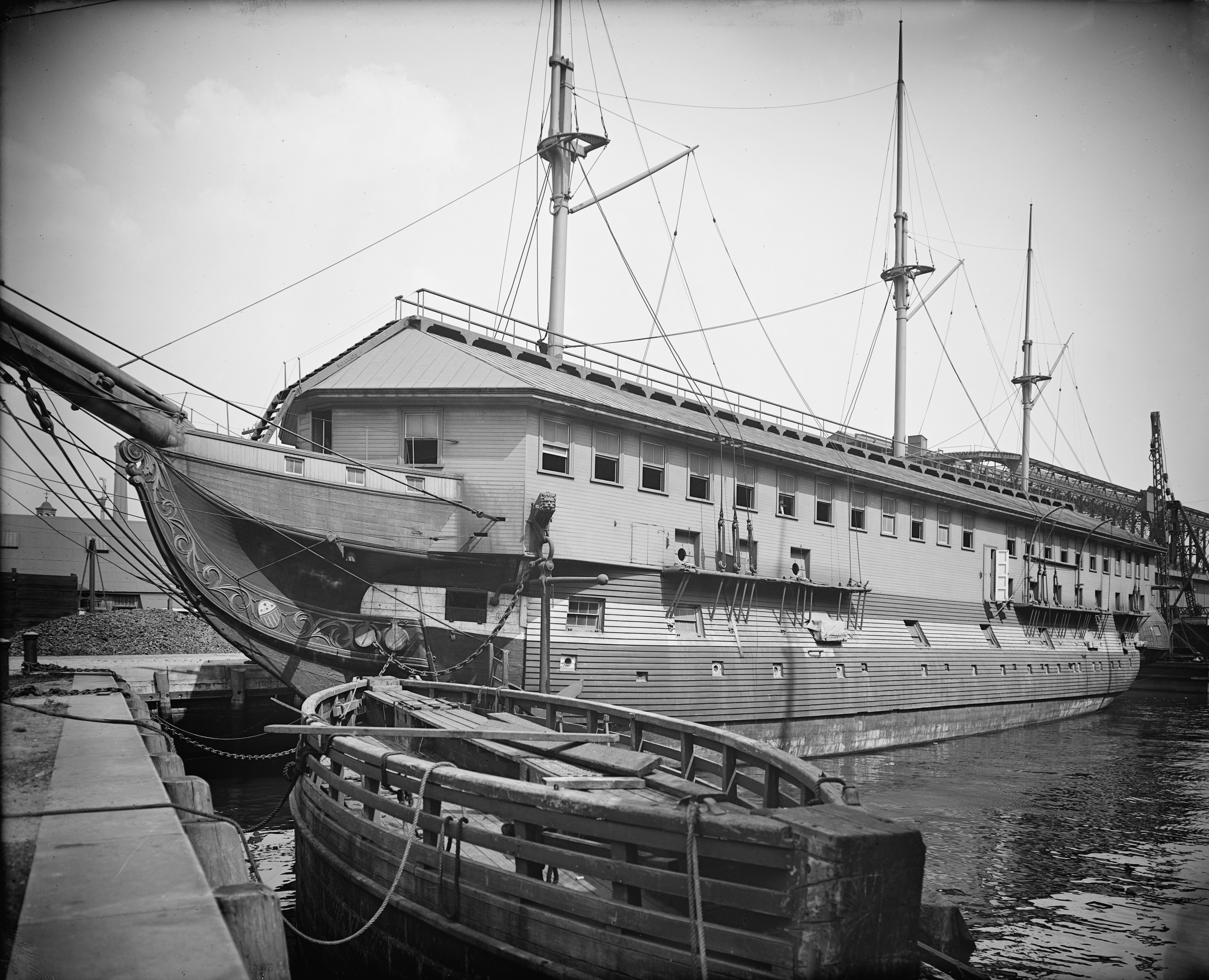
1905年，憲法號即將改裝為博物館艦。這時憲法號的甲板被軍營建築物完全覆蓋。
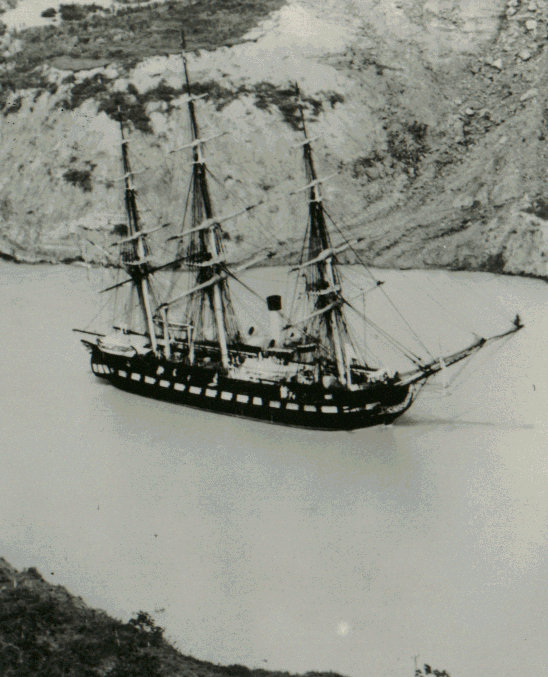
1932年，完成大修的憲法號正橫渡巴拿馬運河，到美國西岸展覽。

## 博物館艦和近況
憲法號在1907年起開始在波士頓展出。改裝為博物館艦後，憲法號曾經進行多次大型維修。第一次大型維修在1927年至1931年間進行，也是憲法號在1877年以後第一次全面維修，更換包括龍骨在內的木材，相當於把憲法號重新建造。不過，海軍在翻新時沒有參考1812年的模型，致使憲法號實際上恢復了1847年的外貌。是次維修的最終費用高達946,000美元，其中超過600,000美元是由美國各地眾籌和銷售紀念品所得，餘下的300,000美元則來自國會撥款。
完成維修後，憲法號在1931年7月1日再次返回「現役」。海軍特別安排憲法號在美國東岸和西岸巡迴展覽，答謝國民的慷慨支持，到1934年才把憲法號拖回波士頓停泊。第二次世界大戰期間，憲法號曾用作軍事法庭的臨時囚室。
憲法號在1973年至1976年進行第二次大修，期間將大量已腐爛的紅橡木材拆除並更換為白橡和維吉尼亞橡，並且把艦上部分展覽品永久轉移到憲法號博物館（1976年開幕）。海軍也在印第安納州特別開闢土地種植以上兩種橡木，以備將來維修。憲法號在1976年接待了到訪美國的伊利沙伯二世和菲臘親王，並向英國皇家遊艇不列顛尼亞號鳴放21響禮炮致敬。
憲法號第三次大修在1992年至1995年間進行。這次維修參考了18世紀的建造圖則，修正憲法號艦體多年來向內彎曲的問題，也令憲法號恢復航海功能。經過長時間準備，憲法號在1997年7月21日拖離查爾斯頓海軍船塢，然後以風帆動力在海上航行，紀念憲法號服役200周年。
踏入21世紀，美國海軍仍在嘗試恢復憲法號到1812年的狀態，並先後在2007年至2010年和2015年至2017年把憲法號送入船塢。憲法號本身仍然由海軍控制及決定開放時間，與陸上的憲法號博物館分開管理。

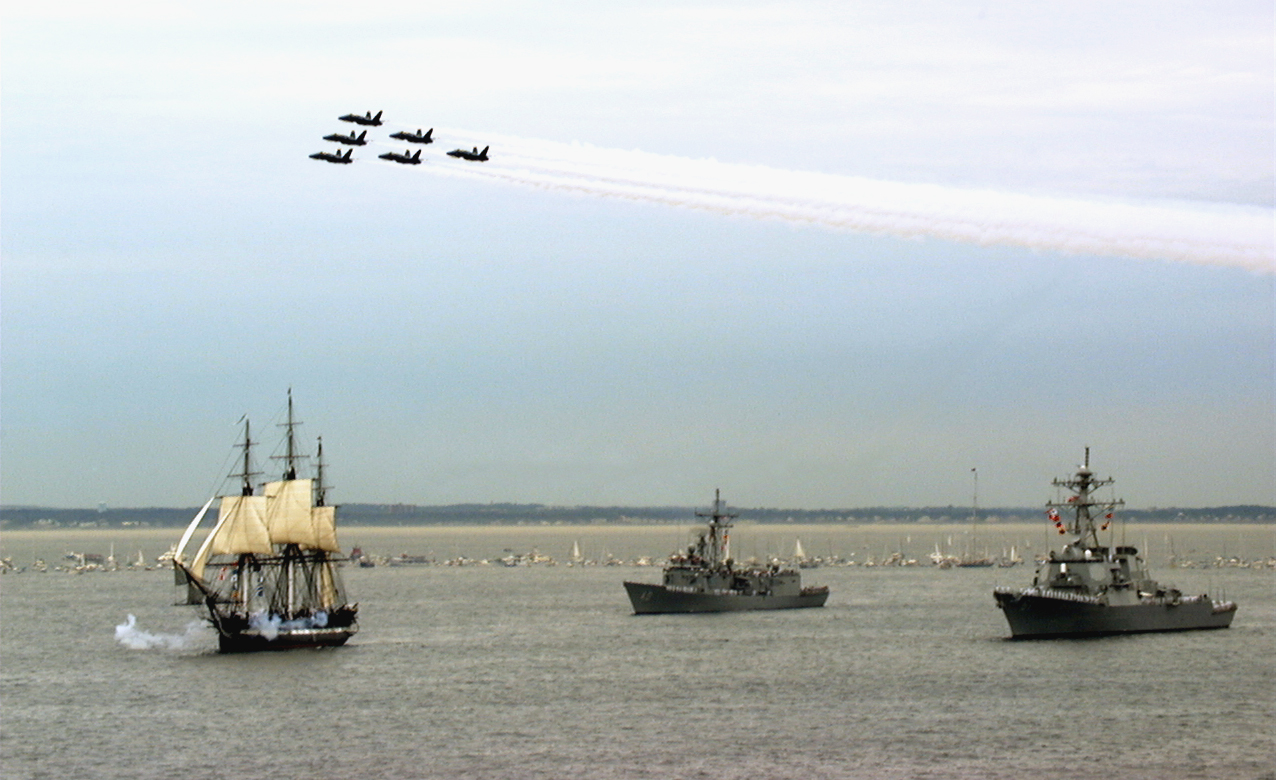
1997年7月21日，憲法號在封存了116年之後，首度在沒有其他船隻的輔助下以自身的風帆受力航行於麻薩諸塞灣並發射禮炮。當天隨扈的船艦為巡防艦哈利伯頓號（英语：USS Halyburton (FFG-40)）（中）與飛彈驅逐艦拉梅奇號（右），空中則有隸屬於藍天使的F/A-18戰機進行編隊表演。
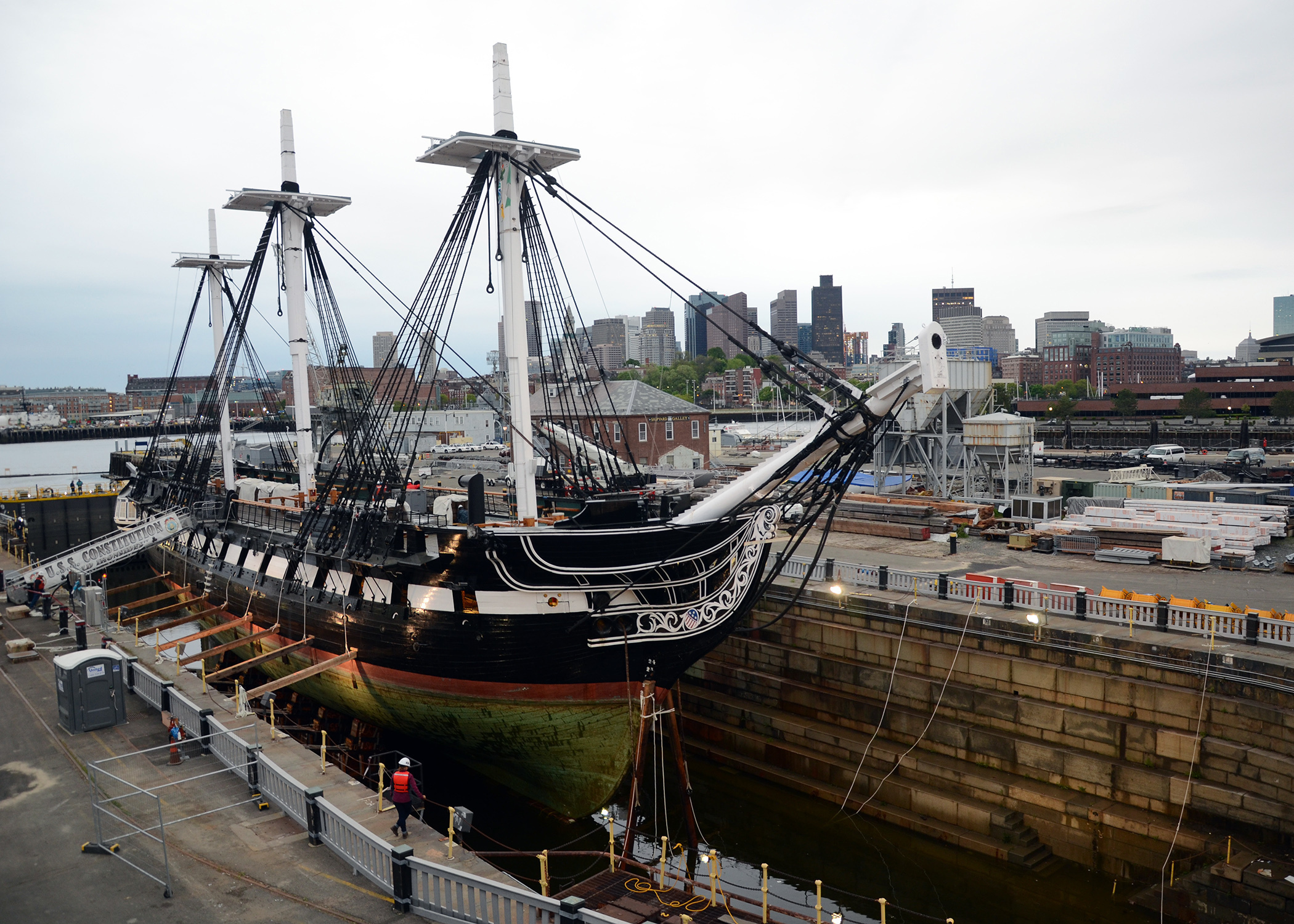
2015年，憲法號再次進入乾船塢維修。

## 註腳
1. ↑  .   [2017-04-10]. （原始内容存档于2017-07-01）.
2. ↑  Hollis（1900年），第39-40, 44页
3. ↑  Daughan（2008年），第279-281页
4. ↑  Fowler（1984年），第18页
5. ↑   (PDF).   [2017-04-10]. （原始内容 (PDF)存档于2016-04-02）.
6. ↑  Hollis（1900年），第36-40页
7. ↑  Hollis（1900年），第48页
8. ↑  Hollis（1900年），第50-51页
9. ↑  Hollis（1900年），第55-59页
10. ↑  Hollis（1900年），第43-44页
11. ↑  Allen（1909年），第70-71页
12. ↑  Allen（1909年），第81-82页
13. ↑  Allen（1909年），第105-106页
14. ↑  Allen（1909年），第107-108页
15. ↑  Allen（1909年），第123-125页
16. ↑  Allen（1909年），第182-186页
17. ↑  Allen（1909年），第188-189页
18. ↑  Allen（1909年），第216页
19. ↑  Martin（1997年），第63-66页
20. ↑  Allen（1905年），第138-139页
21. ↑  Allen（1905年），第143-146页
22. ↑  Allen（1905年），第159-160页
23. ↑  Allen（1905年），第187-212页
24. ↑  Allen（1905年），第272-273页
25. ↑  Hollis（1900年），第124-126页
26. ↑  Hollis（1900年），第126页
27. ↑  Hollis（1900年），第142-144页
28. ↑  Hollis（1900年），第145-146页
29. ↑  Hollis（1900年），第146-151页
30. ↑  Hollis（1900年），第146-155页
31. ↑  Hollis（1900年），第156-158页
32. ↑  Hollis（1900年），第158-160页
33. ↑  Hollis（1900年），第160-161页
34. ↑  Hollis（1900年），第163-165页
35. ↑  Hollis（1900年），第177-178页
36. ↑  Hollis（1900年），第179-188页
37. ↑  Black（2009年），第129-130页
38. ↑  Black（2009年），第127-128页
39. ↑  Hollis（1900年），第190页
40. ↑  Hollis（1900年），第190-194页
41. ↑  Hollis（1900年），第196-198页
42. ↑  Hollis（1900年），第198-204页
43. ↑  Hollis（1900年），第208-212页
44. ↑  Hollis（1900年），第212-213页
45. ↑  Hollis（1900年），第216-218页
46. ↑  Martin（1997年），第233-235页
47. ↑  Martin（1997年），第237-238页
48. ↑  Martin（1997年），第256-263页
49. ↑  Martin（1997年），第266-289页
50. ↑  Martin（1997年），第291-310页
51. ↑  Martin（1997年），第301-312页
52. ↑  Hollis（1900年），第234-236页
53. ↑  Hollis（1900年），第236-237页
54. ↑  Martin（1997年），第325-330页
55. ↑  Hollis（1900年），第237-238页
56. ↑  .   [2017-04-10]. （原始内容存档于2017-04-10）.
57. ↑  Martin（1997年），第340, 360页
58. ↑  Martin（1997年），第340页
59. ↑  .   [2017-04-10]. （原始内容存档于2016-02-09）.
60. ↑  Martin（1997年），第341页
61. 1 2 3 4   (PDF).   [2017-04-10]. （原始内容存档 (PDF)于2017-04-10）.
62. ↑  Martin（1997年），第342-349页
63. ↑  Martin（1997年），第349-355页
64. ↑  .   [2017-04-10]. （原始内容存档于2019-06-04）.
65. ↑  Martin（1997年），第363页
66. ↑  Martin（1997年），第368页
67. ↑  .   [2017-04-10]. （原始内容存档于2018-08-16）.